# Votoraty Futebol Clube
Il Votoraty Futebol Clube, meglio noto come Votoraty, è una società calcistica brasiliana con sede nella città di Votorantim, nello stato di San Paolo.

## Storia
Il club è stato fondato il 12 maggio 2005 da un gruppo di imprenditori. Ha vinto il Campeonato Paulista Série A3 e la Copa Paulista nel 2009. Il Votoraty ha preso parte alla Coppa del Brasile nel 2010, dove è stato eliminato ai sedicesimi di finale dal Grêmio, dopo aver eliminato al primo turno il Treze.

## Palmarès

### Competizioni statali
- Copa Paulista: 1

2009
- Campeonato Paulista Série A3: 1

2009

### Altri piazzamenti
- Recopa Sul-Brasileira:

Semifinalista: 2009